# William Becklean
William Russell „Beck“ Becklean (* 23. Juni 1936 in Kansas City, Missouri, Vereinigte Staaten) ist ein ehemaliger US-amerikanischer Ruderer und Olympiasieger.

## Leben
William Becklean wurde in Kansas City (Missouri) geboren und gehörte den Yale Bulldogs an. Becklean gewann als Steuermann mit dem US-Team als 20-Jähriger bei den Olympischen Sommerspielen 1956 in Melbourne die Goldmedaille im Rudern (Achter).